# 布莱尔宫

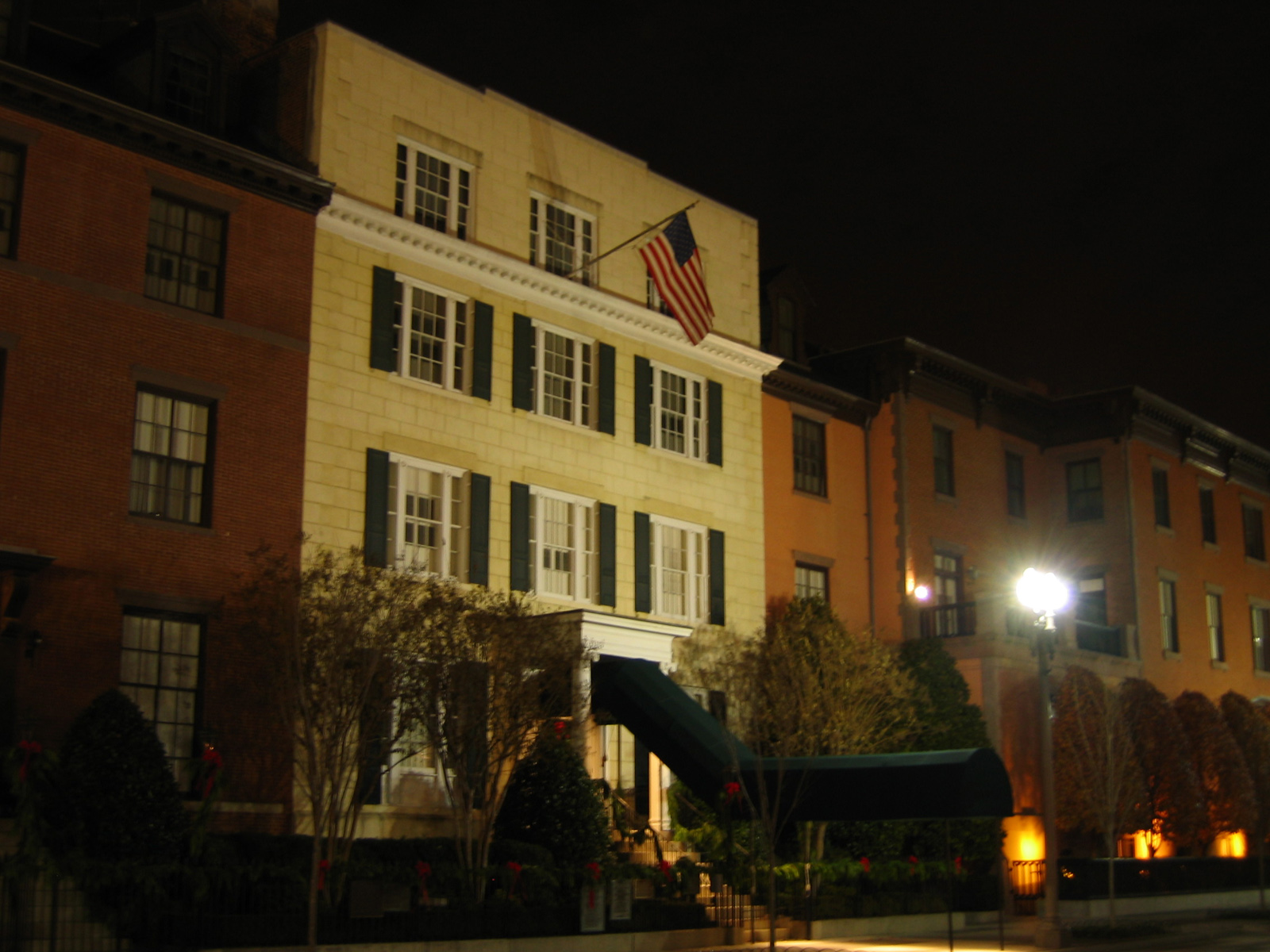
布莱尔宫的夜景

布莱尔宫（英語：Blair House）位于美国华盛顿哥伦比亚特区宾夕法尼亚大道1651-1653号，位於白宮斜對面，是美国的国宾馆，而傳統上每位候任總統也會在就職前一週入住於此。

## 歷史
布莱尔宫修建于1824年，最初是约瑟夫·洛弗尔的住处。1836年，报纸出版商弗朗西斯·普雷斯顿·布莱尔收购了该建筑，他和他的家庭在这里居住了近一个世纪。
在哈利·S·杜鲁门担任总统的大部分时间裏，由于白宫进行大整修，这里成为了实际上的总统住所。
2021年1月20日起，因美國副總統官邸仍在裝修，使副總統賀錦麗和其丈夫任德龍一家暫時居住於布莱尔宫，直到4月上旬修繕完畢之後遷出。

## 分配
布莱尔宫共有一百一十九个房间，包括：
- 数间客厅及会议厅
- 九个员工房间
- 四间餐厅
- 十四间客房
- 三十五间厕所 / 浴室
- 多个厨房
- 洗衣及干洗设施
- 健身房
- 一间理发店
- 一间鲜花店

## 外部連結
- Blair House Official Website （页面存档备份，存于）
- National Park Service: Blair House （页面存档备份，存于）
- WETA ExploreDC.com: Blair House
- “In the Goodness of Time”: Creating the Dwight David Eisenhower Room at Blair House by Candace S. Shireman was featured in White House History #21: President Eisenhower's White House
- CNN.com: (2010) Health summit site already part of presidential history （页面存档备份，存于）
- C-SPAN's Inside Blair House （页面存档备份，存于）
- General Services Administration page on the President's Guest House (includes Lee House and Blair House) （页面存档备份，存于）